# Poncione del Vènn
Poncione del Vènn är en bergstopp i Schweiz.   Den ligger i distriktet Locarno och kantonen Ticino, i den sydöstra delen av landet, 130 km sydost om huvudstaden Bern. Toppen på Poncione del Vènn är 2 477 meter över havet, eller 300 meter över den omgivande terrängen. Bredden vid basen är 3,4 km.
Terrängen runt Poncione del Vènn är huvudsakligen mycket bergig. Närmaste större samhälle är Biasca, 10,6 km nordost om Poncione del Vènn. 
Trakten runt Poncione del Vènn består i huvudsak av gräsmarker. Runt Poncione del Vènn är det ganska tätbefolkat, med 86 invånare per kvadratkilometer.